# Adobe XD
Adobe XD es una herramienta de diseño vectorial para desarrollar wireframes y prototipos interactivos de aplicaciones móviles y sitios web
, publicada y diseñada por Adobe Inc. El software está disponible para MacOS y Windows, y existen versiones para Android e iOS para previsualizar el resultado de un trabajo directamente en un dispositivo móvil.

## Historia
Adobe anunció por primera vez que estaban desarrollando una nueva herramienta de creación de prototipos y diseño de interfaz con el nombre "Project Comet" en la conferencia Adobe MAX en octubre de 2015, que fue una respuesta a la creciente popularidad de Sketch , un editor de vectores centrado en el diseño de UX y UI. lanzado en 2010. [3] La primera versión beta fue realizada para MacOS como "Adobe Experience Design CC" para cualquiera con una cuenta de Adobe el 14 de marzo de 2016. Una versión beta de Adobe XD fue publicada para Windows 10 el 13 de diciembre de 2016. El 18 de octubre de 2017, la empresa Adobe anunció que Adobe XD ya no era una beta.